# 제45회 미국 작가 조합상
제45회 미국 작가 조합상은 1992년 뛰어난 활동을 보인 영화 작가를 기리기 위해 1993년 3월에 열린 시상식이다. LA, 비벌리 힐튼 호텔에서 개최되었다.

## 수상 및 후보

### 각본상
- 크라잉 게임 - 닐 조던 수상

### 각색상
- 플레이어 - 마이클 톨킨 수상

### 월계수상
- 호톤 푸트 수상

### 발렌타인 데이비스 상
- True Boardman 수상

### 모건 콕스 상
- Irma Kalish 수상

### 파울 셀빈 명예상
- 신시아 위트콤 수상